# Евріала (володарка амазонок)
Евріа́ла (дав.-гр. Εὐρυάλη — «та, що найдалі стрибає», лат. Euryale) — одна з володарок войовничого племені амазонок у війську Еета.

## Інші значення
- Евріала згадується в міфології також як одна з трьох сестер-горгон, сестра відомої Медузи. Саме Евріала переслідувала Персея, коли той вбив її сестру[3].
- Евріал — популярне в Греції чоловіче ім'я.